# Batalla de Abagana
La batalla de Abagana sucedió el 31 de marzo de 1968 durante la guerra de Biafra (1967-1970).
Una brigada motorizada de soldados nigerianos, que constaba de 96 camiones cargados de municiones, proyectiles y 6.000 hombres de la Segunda División al mando del coronel Murtala Mohammed para suministrar recursos a la guarnición que ocupaba Onitsha, ciudad que cayó tras un prolongado asedio, del 20 de octubre de 1967 al 21 de marzo de 1968 (el comandante rebelde a cargo de la defensa de la ciudad era el coronel Joe Achuzie), el sitio le había costado muchas vidas a los soldados nigerianos por lo que Mohammed había sido duramente criticado. La columna se extiendia a lo largo de ocho kilómetros en la carretera entre Enugu y Onitsha, incluía tanques, blindados ligeros y camiones cargados con tanques de combustibles. A la altura de Abagana, a pocos kilómetros de Onitsha, donde ser debería reforzar la guarnición, la columna fue emboscada por las tropas del mayor igbo Jonathon Uchendu.
La lucha fue terrible; los camiones cargados de tanques de combustible fueron hechos estallar lo que llevó a la pérdida de gran parte del equipo y municiones, en medio de los soldados nigerianos que se encontraron atrapados entre un gran incendio y las armas enemigas. La columna es destruida totalmente y solo unos pocos nigerianos sobreviven a la carnicería.
Esta batalla fue la mayor de la guerra y la única importante que ganaron los rebeldes. Según el periodista Gilles Caron, que visitó el lugar unos días después de la batalla, los vencedores para evitar cualquier riesgo de epidemias sepultaron rápidamente los cerca de 7.000 cuerpos contados (1.000 de Biafra y 6.000 de Nigeria).
Tras el humillante desastre Mohammed, quién escapo milagrosamente de una muerte segura, fue destituido como comandante militar de Onitsha. La batalla se hizo famosa por su extraordinaria eficiencia y éxito y llevó a los nigerianos a preferir asediar Biafra antes de lanzar una nueva ofensiva en su contra esperando debilitar por hambre la resistencia de sus habitantes.